# Biserica de lemn din Valea Ierii

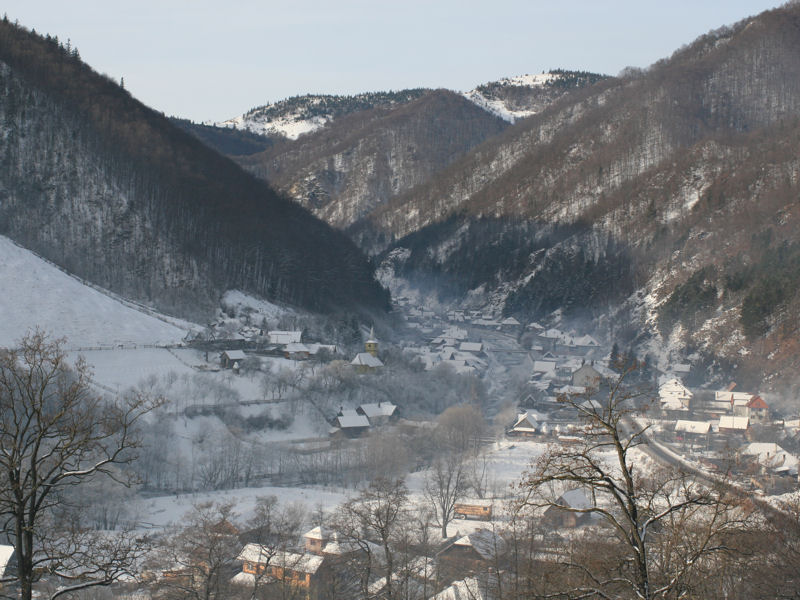
Biserica de lemn din Valea Ierii, județul Cluj, 2008 (se poate observa biserica de lemn în centrul imaginii)

Biserica de lemn din Valea Ierii, originară, datată din anul 1855, făcea parte, alături de alte câteva biserici de lemn din zonă (Crăești, Petreștii de Mijloc, Filea de Sus și Filea de Jos, Buru, Lungești, Iara și altele), dintr-o categorie cumva nedreptățită, a celor care nu fac parte din categoria monumentelor istorice. 
Fiind în această situație, au avut parte mai puțin de atenția specialiștilor. Poate că biserica amintită mai sus nu avea o valoare deosebită dar pentru comunitatea locală cu siguranță era de mare importanță, atât ea cât și povestea ei.

## Istoric
Multe biserici de lemn din zona de sud a județului Cluj (zona muntoasă) au fost construite sau renovate în perioada 1850 - 1870, perioadă când, social și material, se pare că a existat un moment favorabil acestor edificii.
Biserica a ars în ianuarie 2009. Cazul bisericii de lemn din Valea Ierii este relavant pentru a ilustra cât de ușor poate să dispară o astfel de construcție, fie ea declarată monument sau ba. 

## Imagini cu biserica de lemn reconstruită pe același amplasament

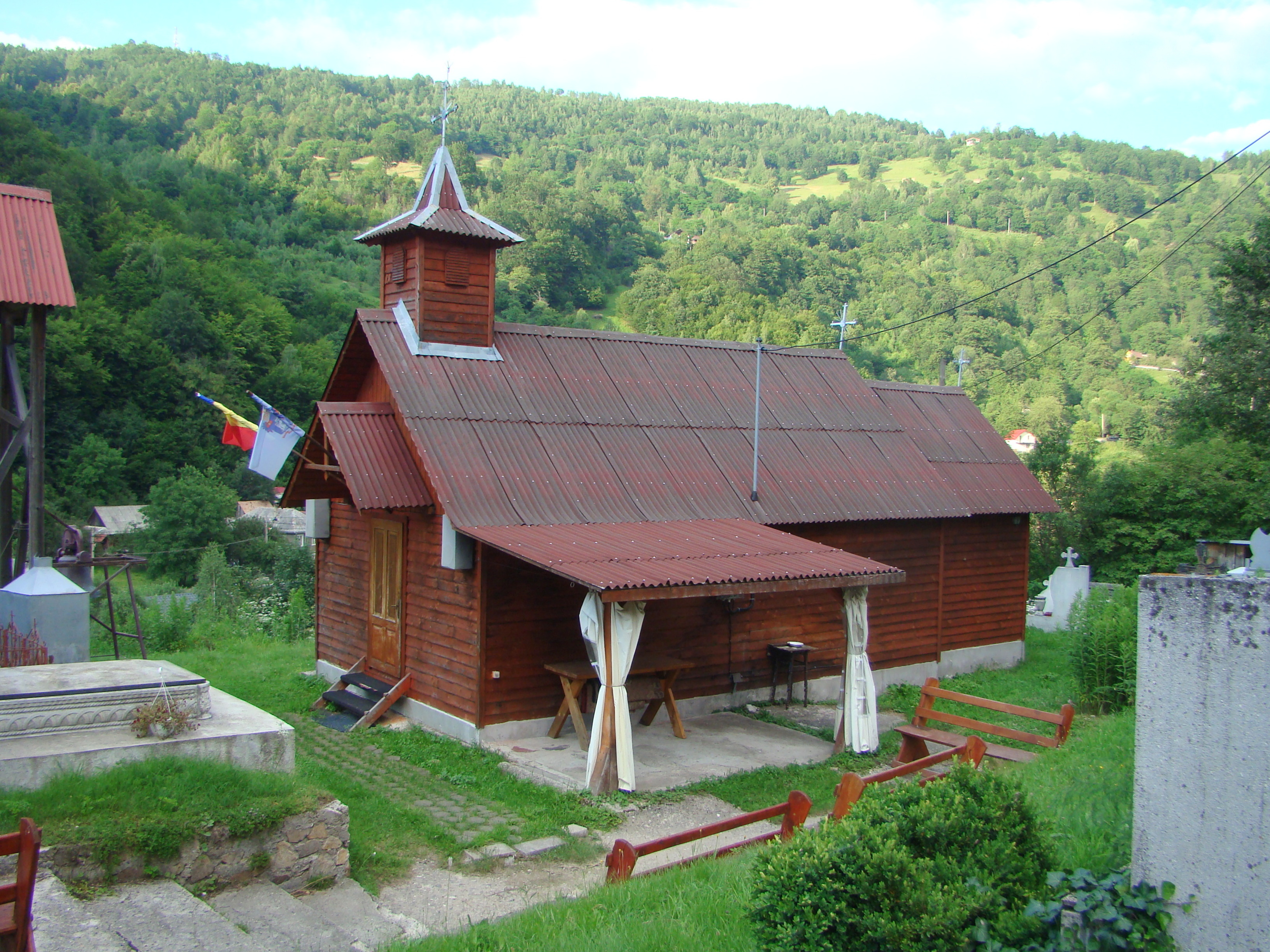
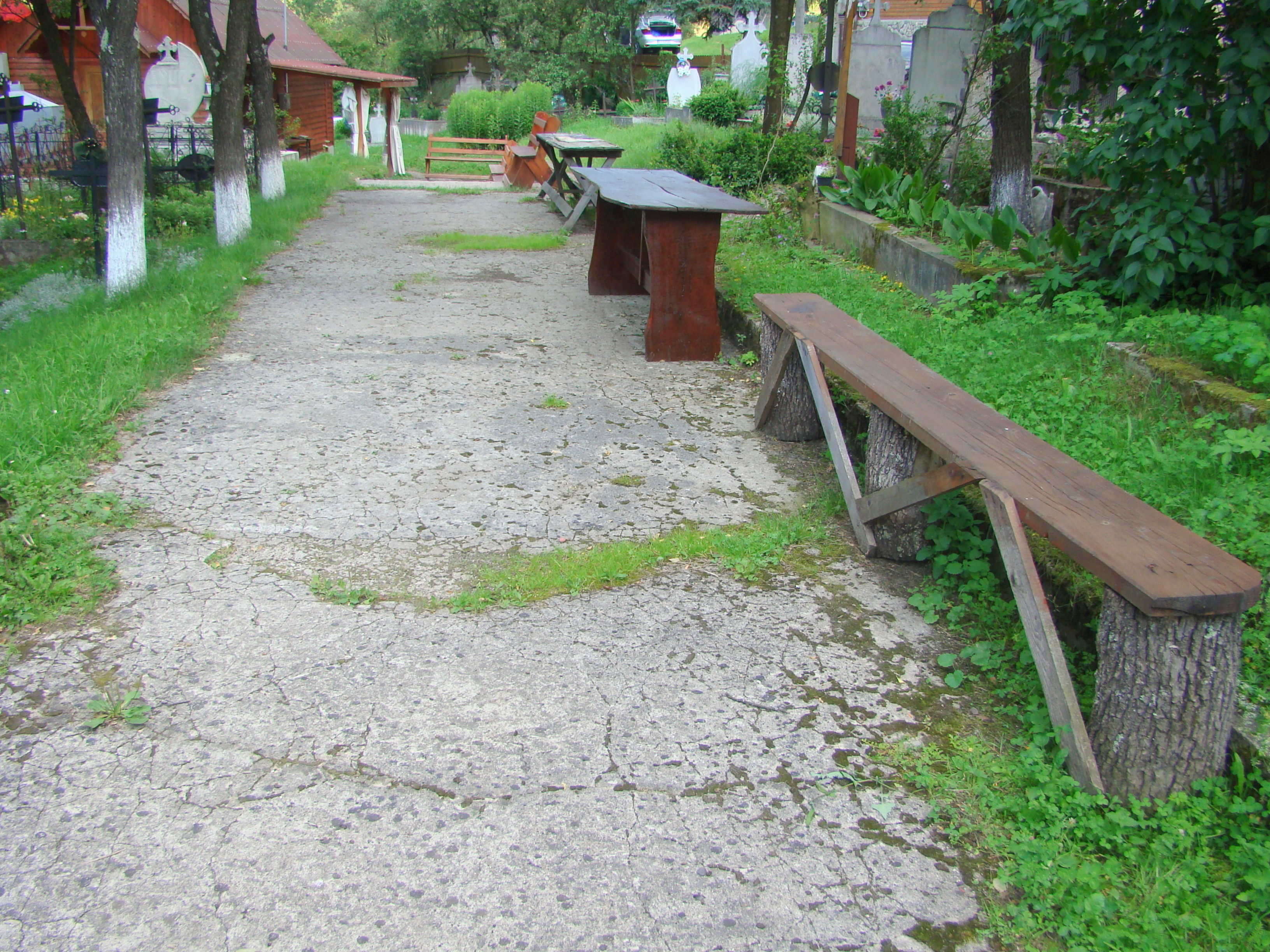
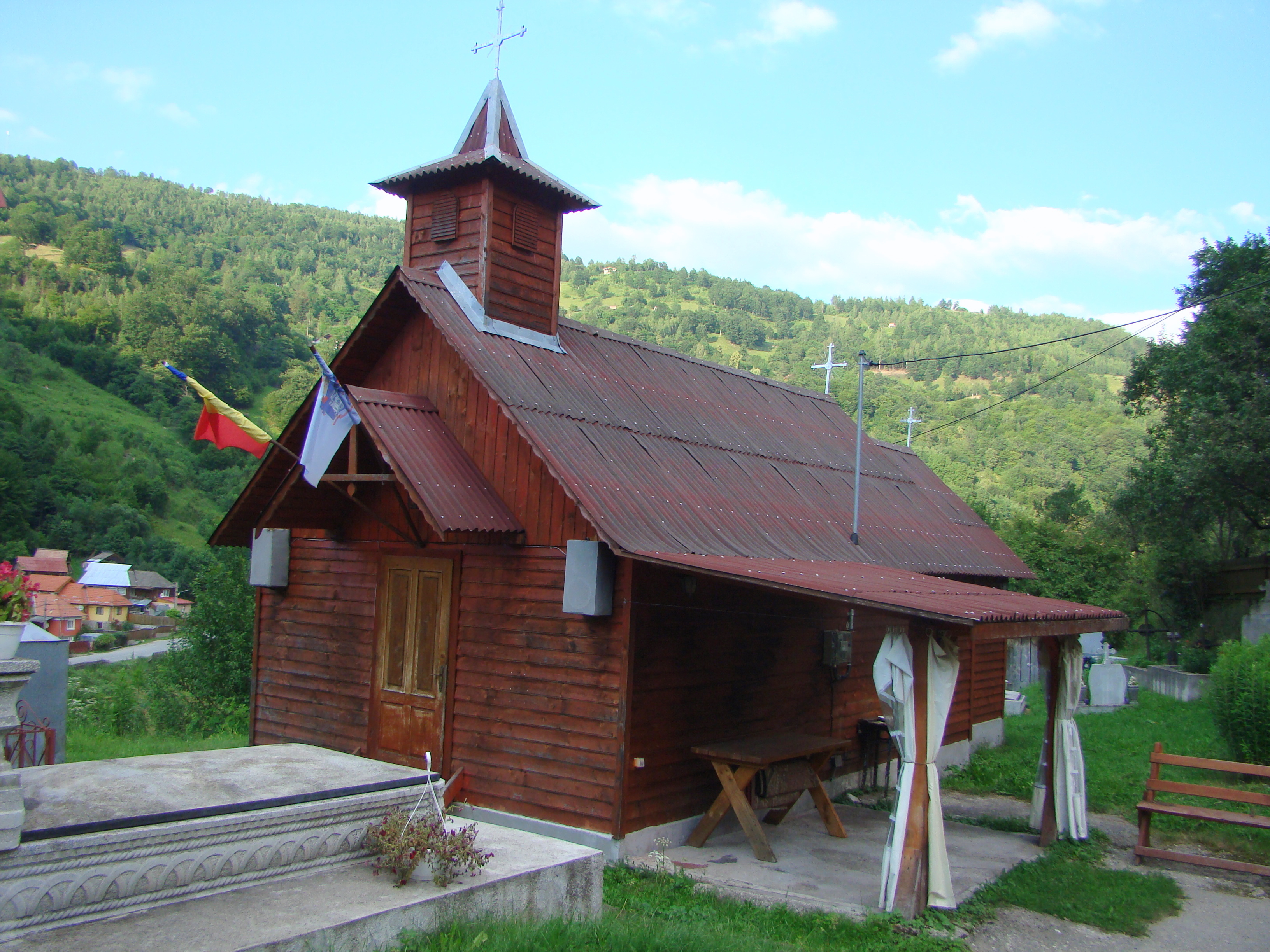
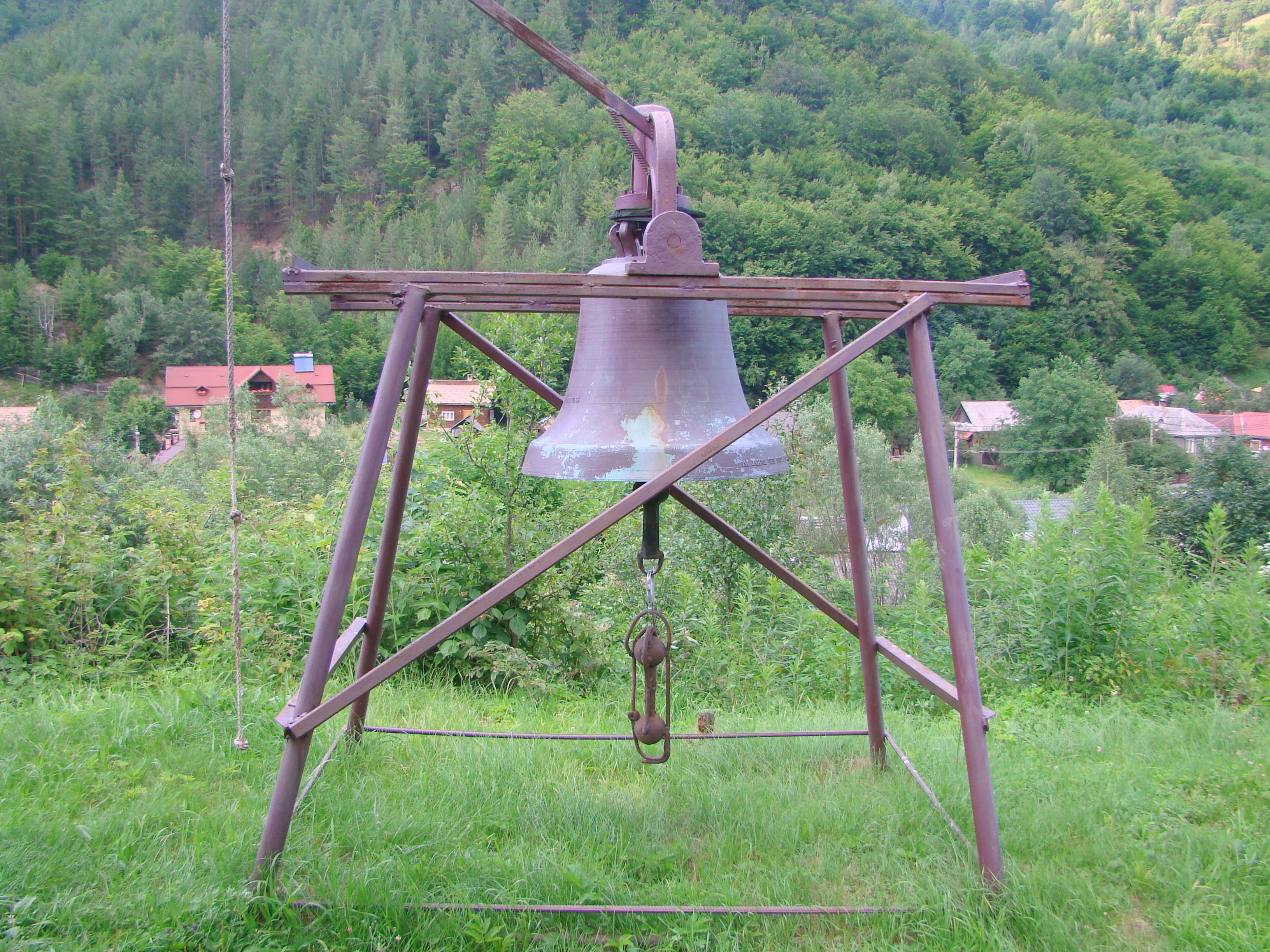
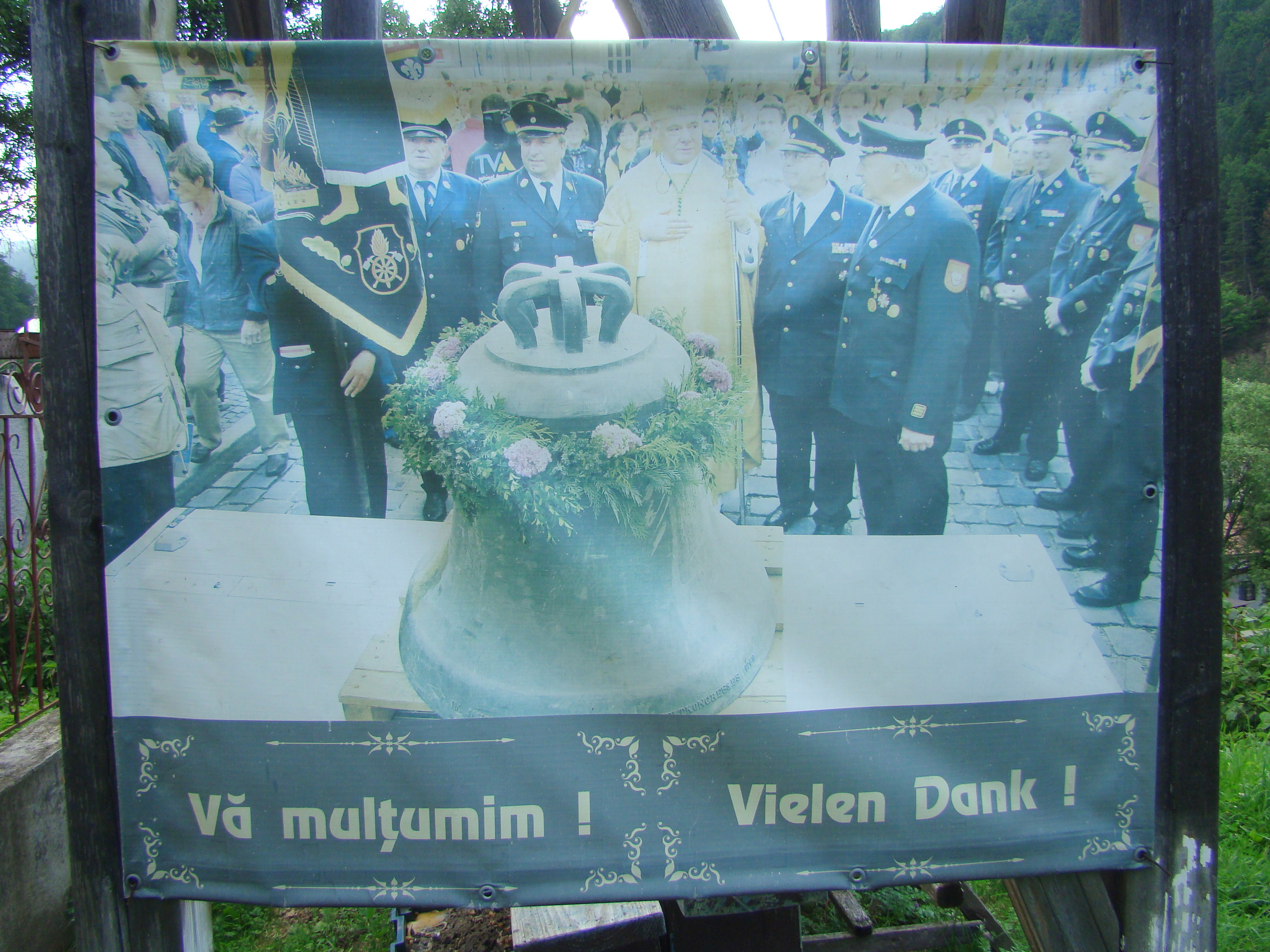
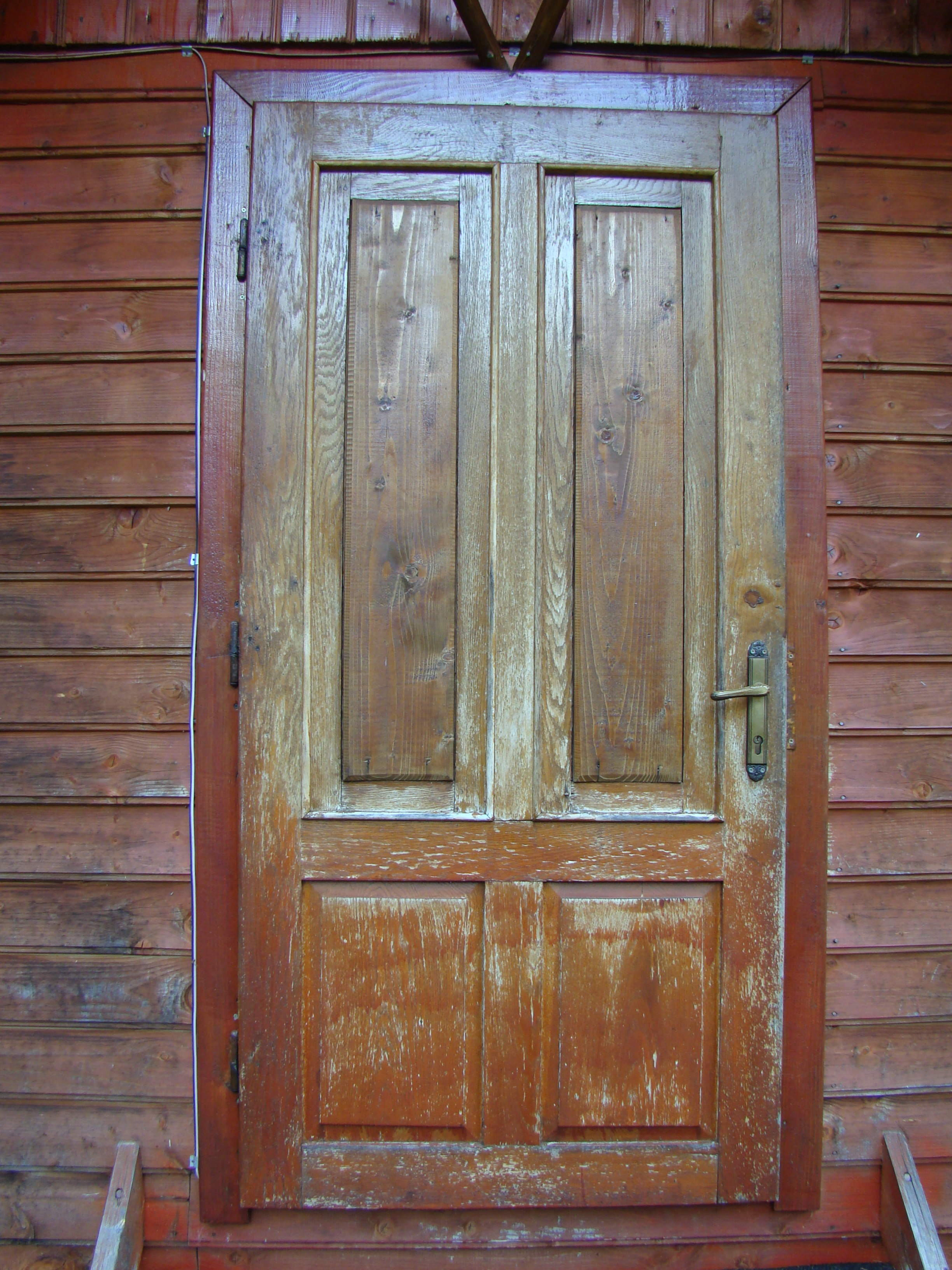
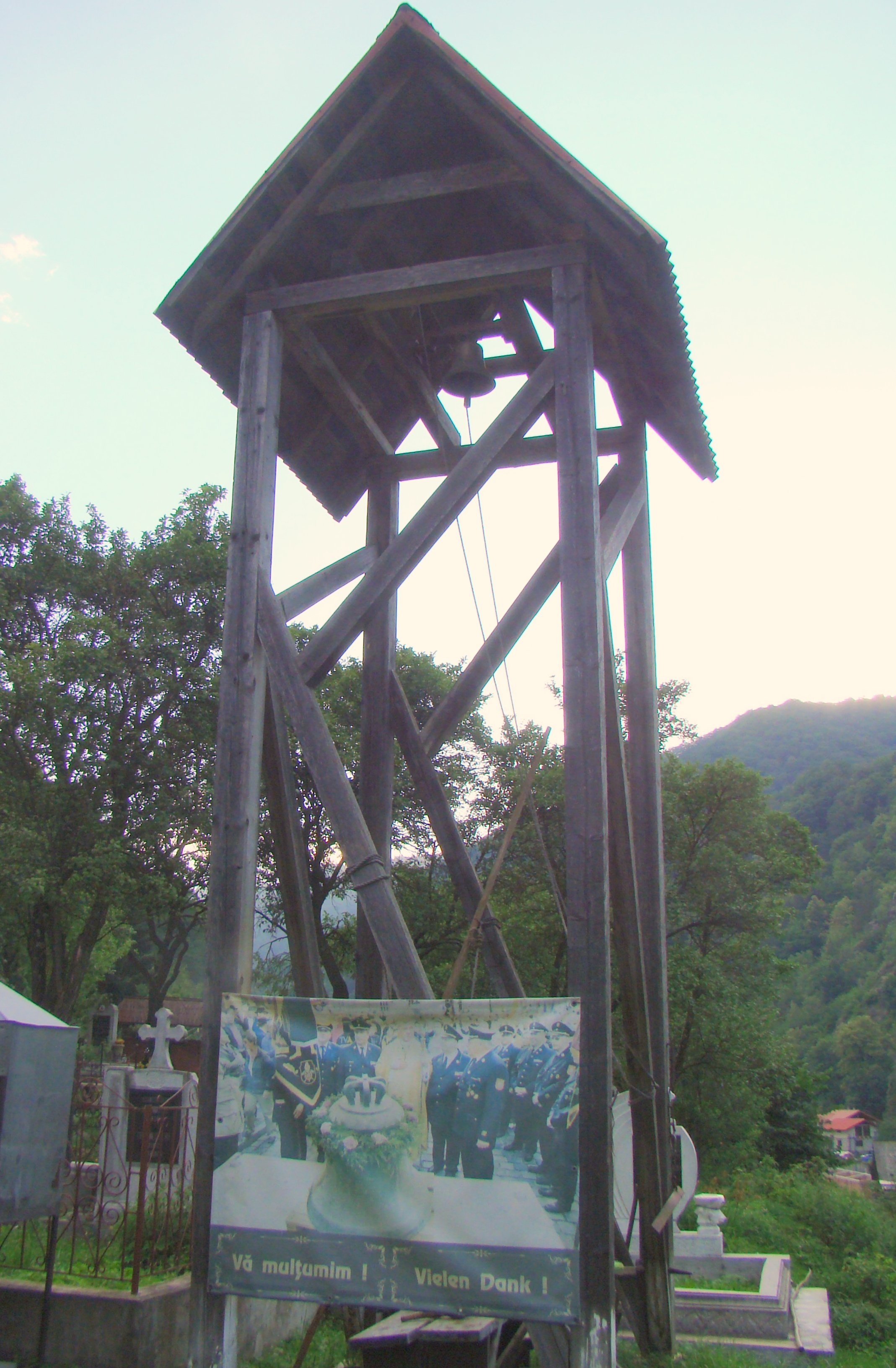
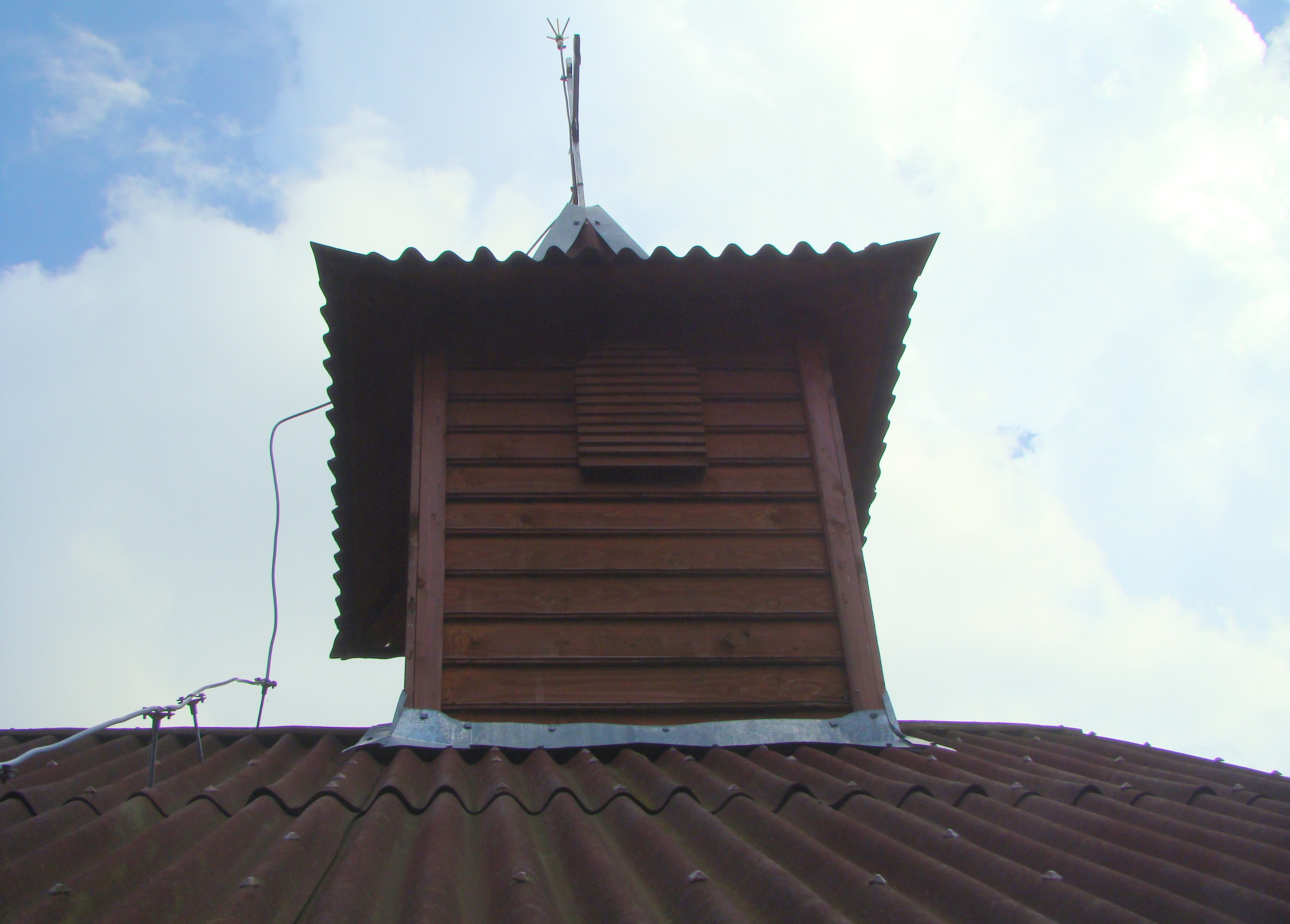
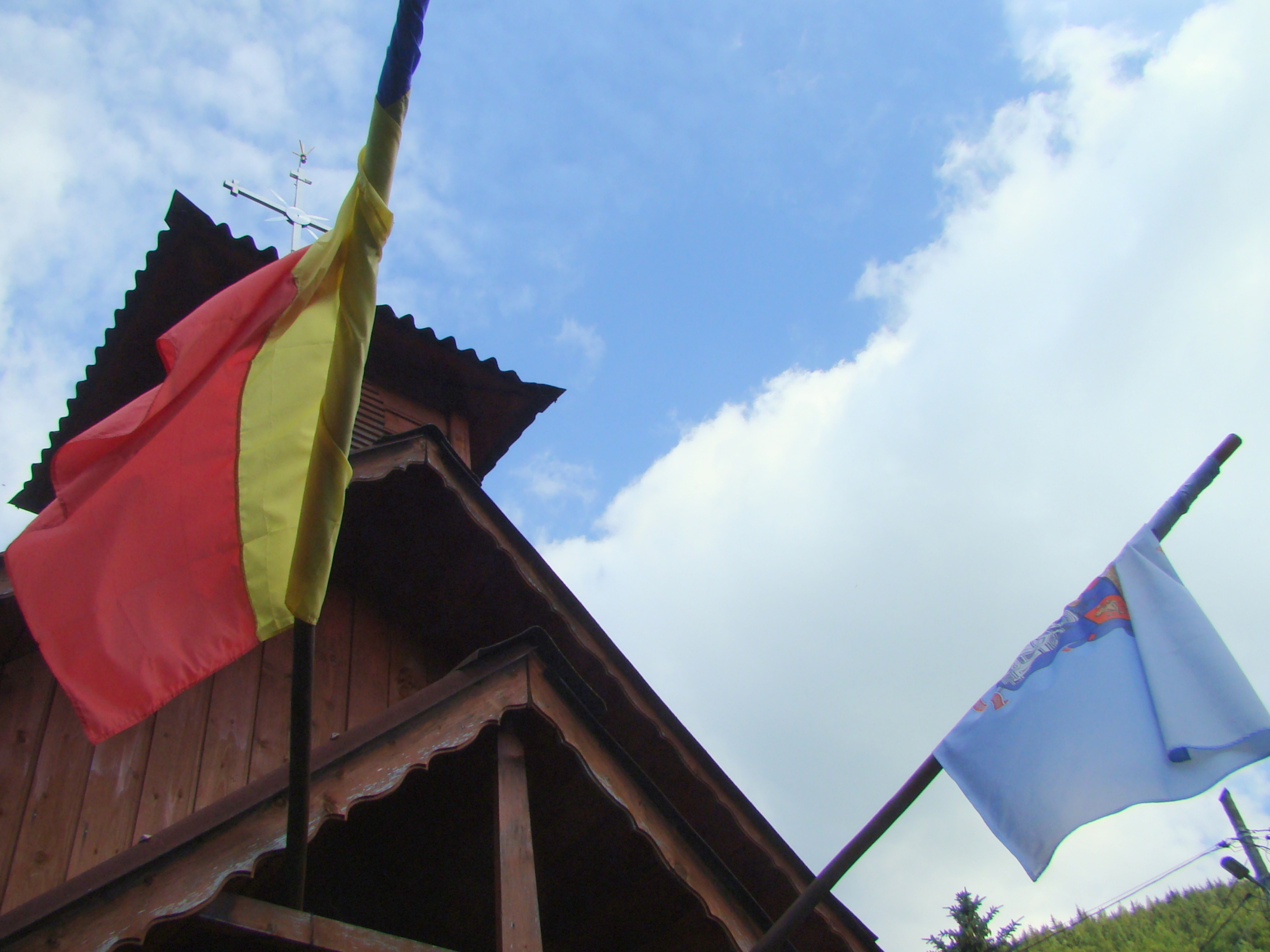
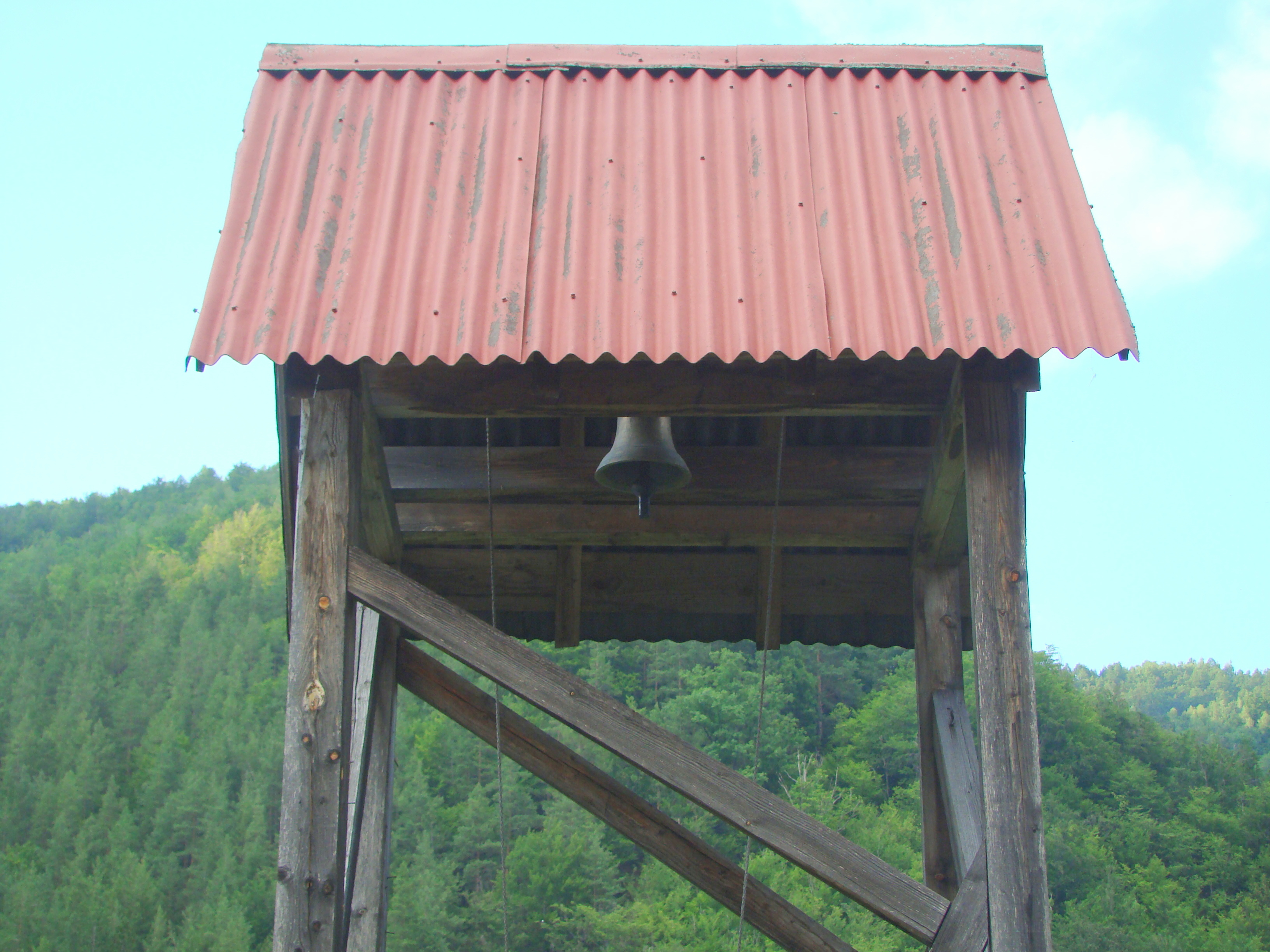
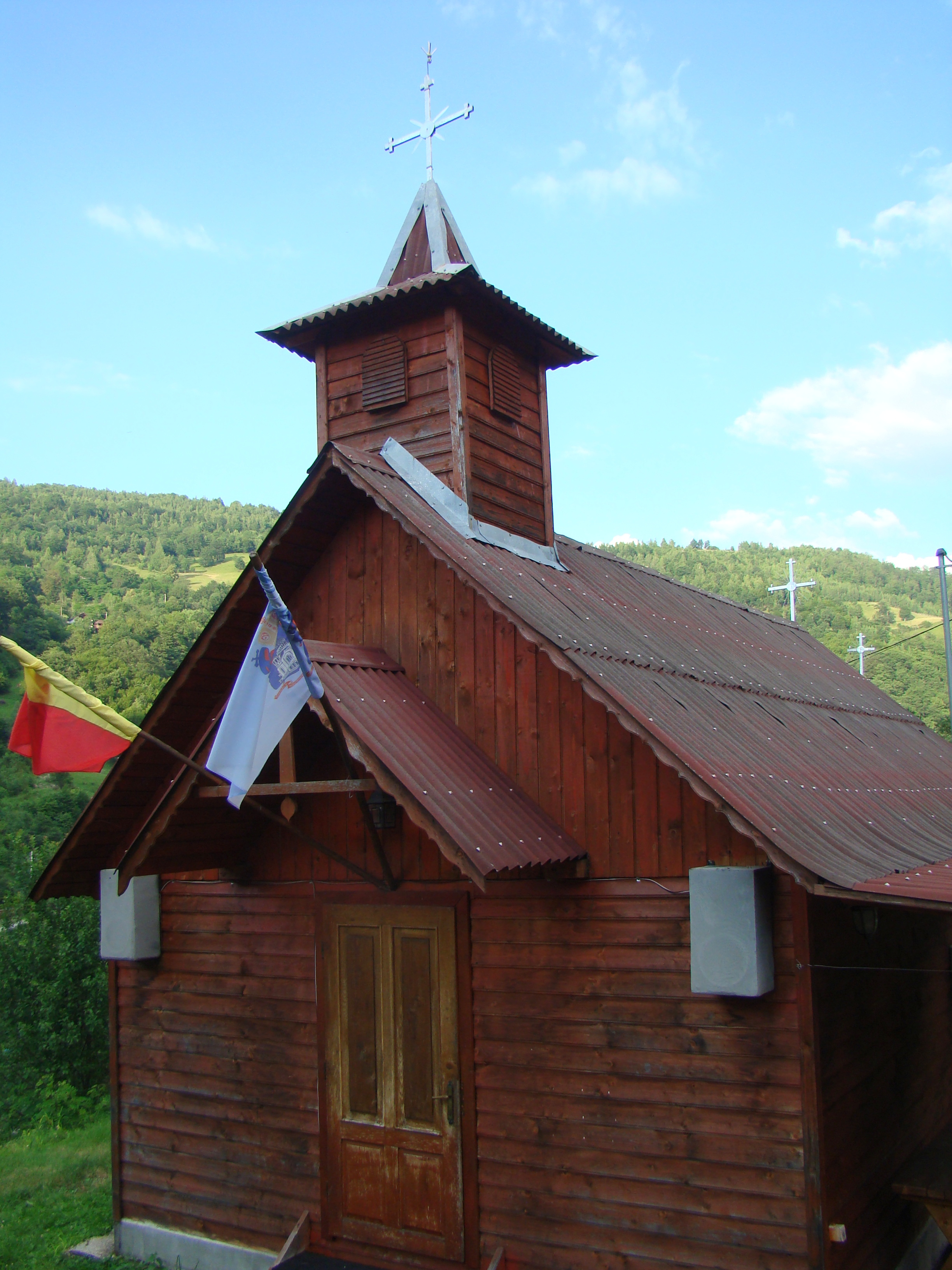
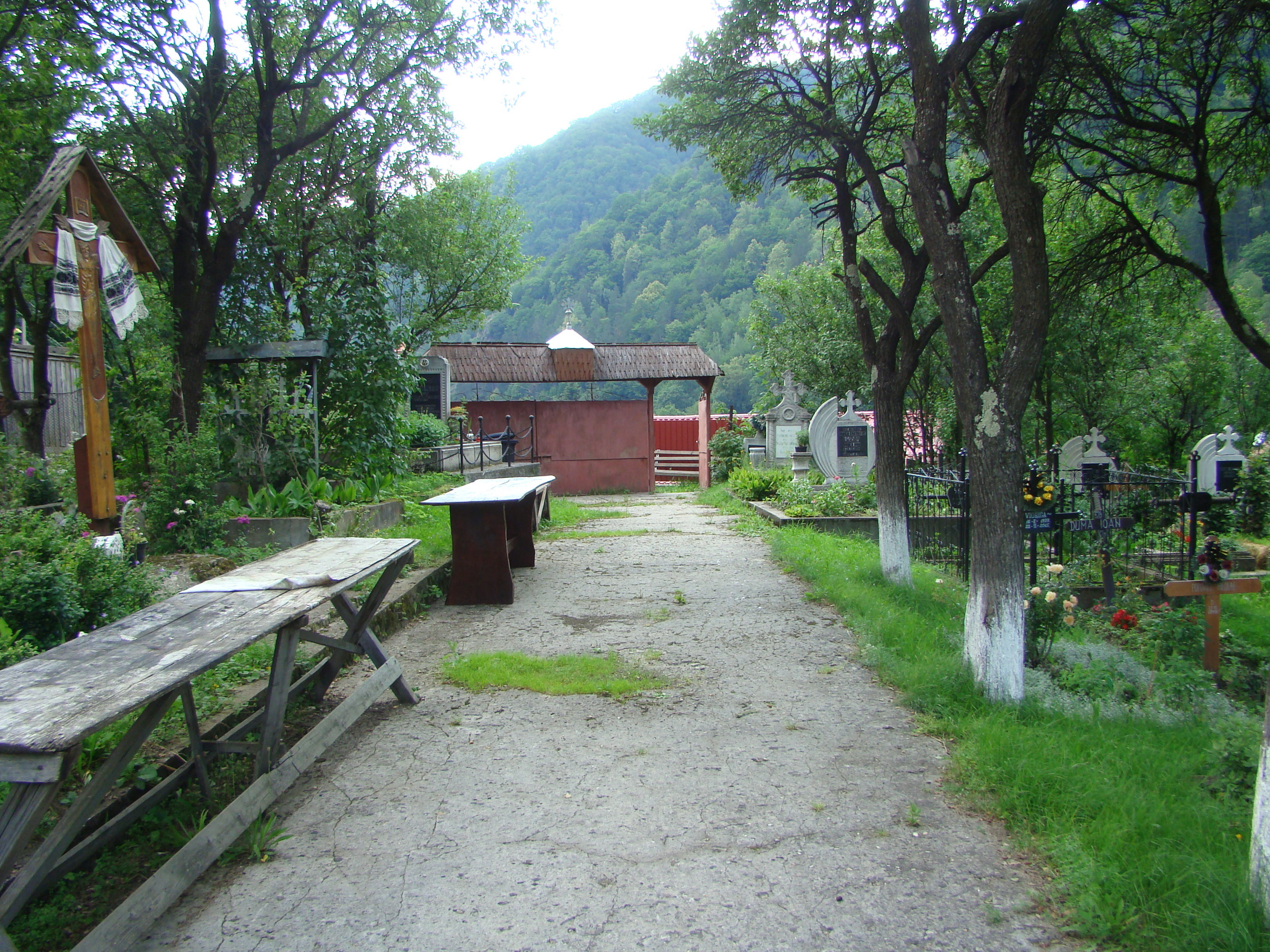
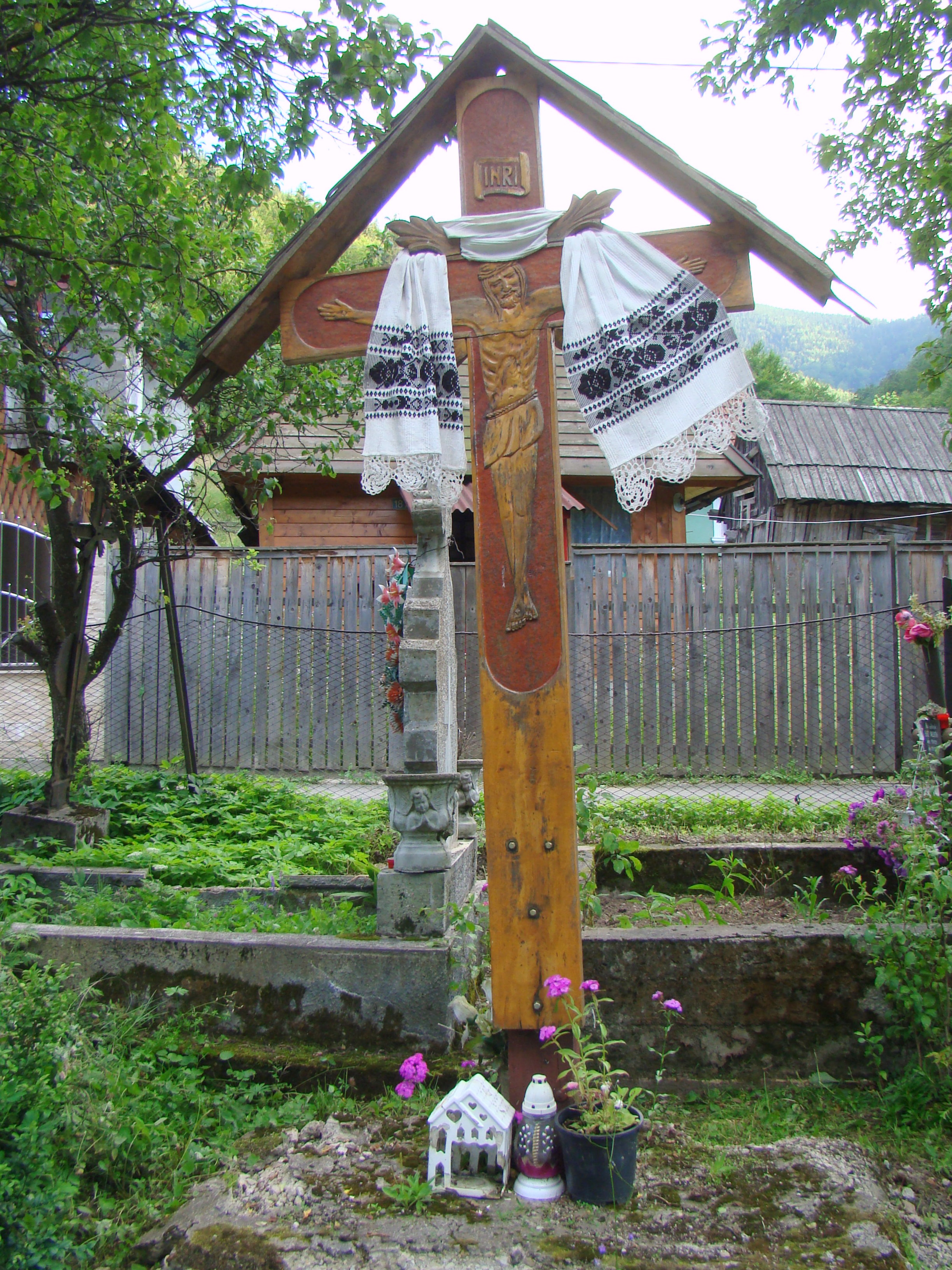
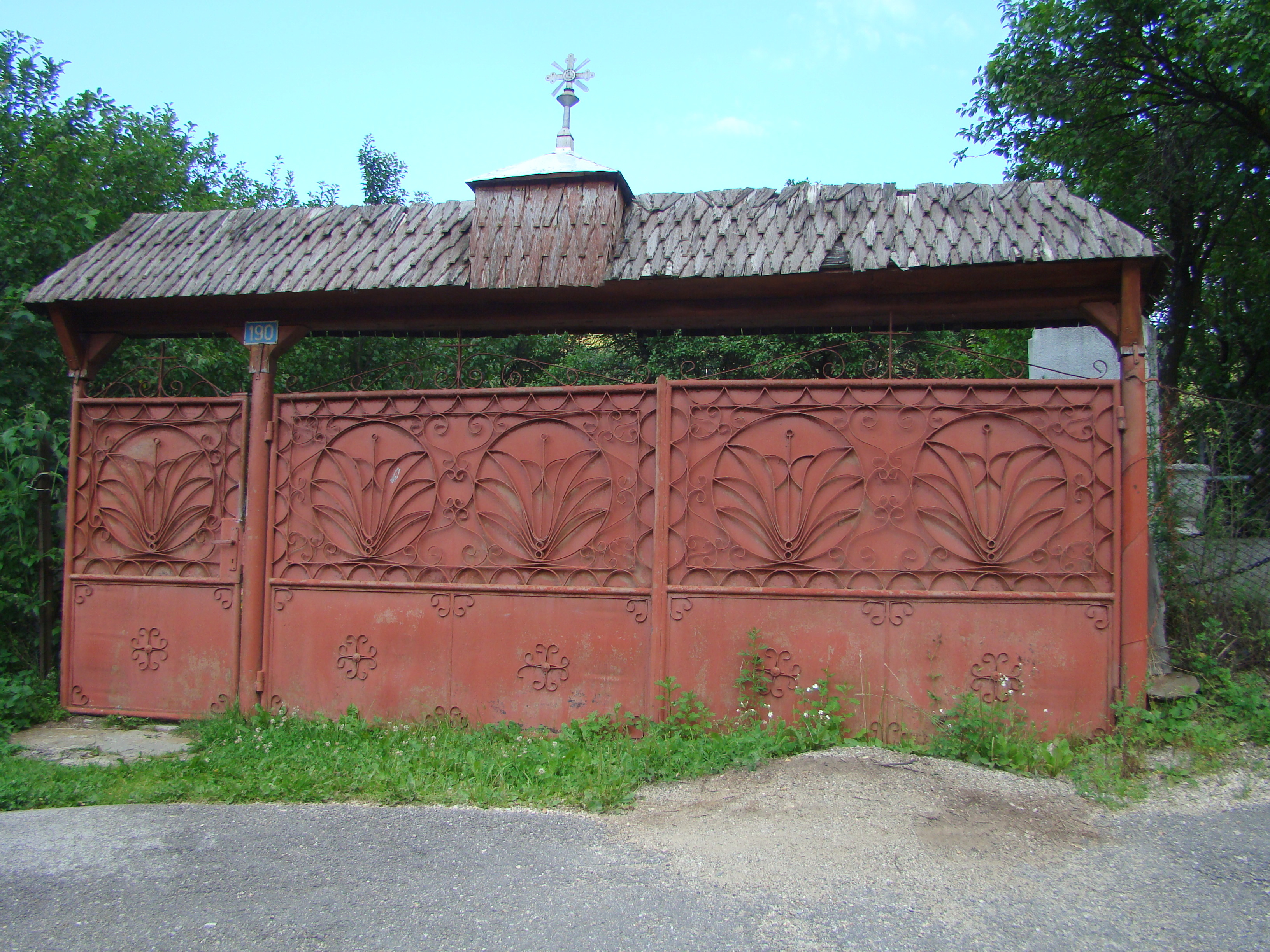